# Секстант (сузір'я)

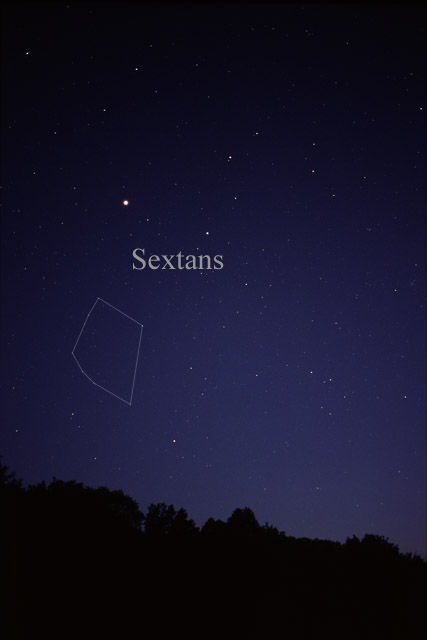
Секстант неозброєним оком.

Секста́нт (лат. Sextans) — екваторіальне сузір'я. Містить 34 зорі, видимих неозброєним оком.

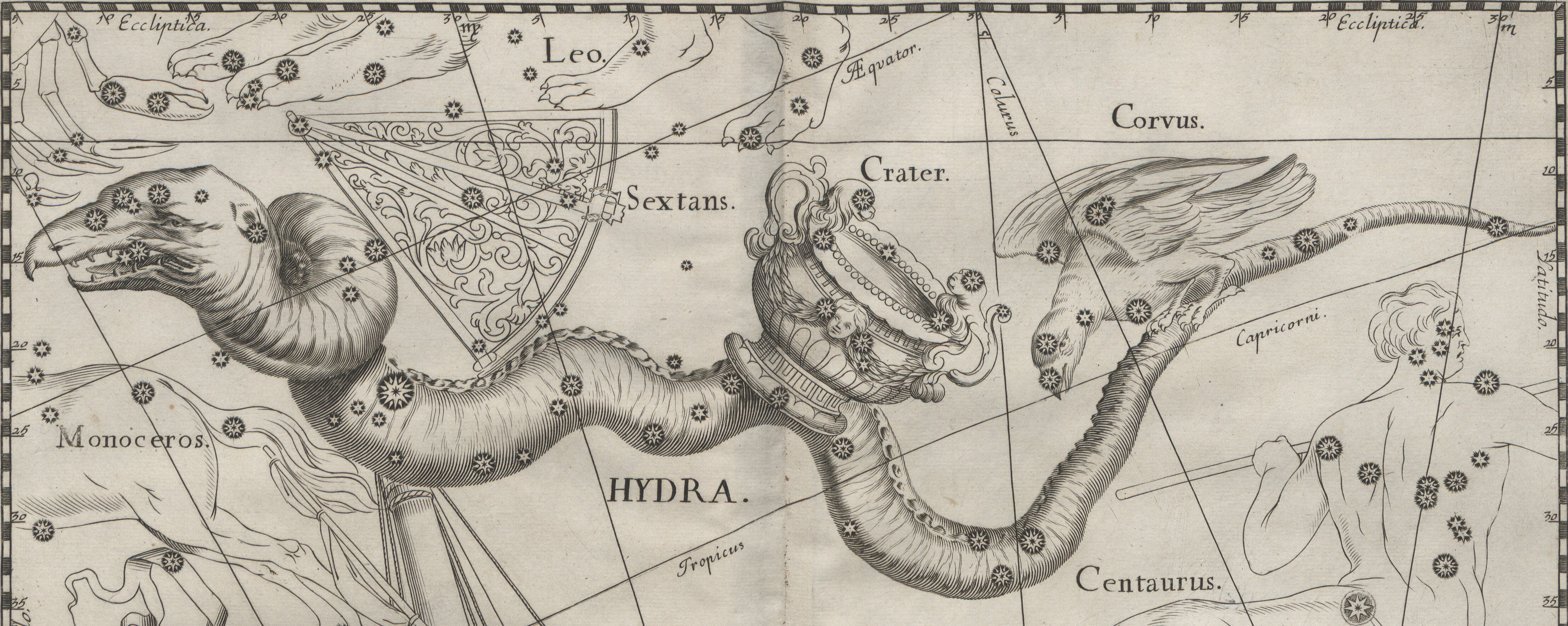
Зображення сузір'я Секстанта разом із суміжними сузір'ями з атласу Яна Гевелія, 1690

Найкращі умови видимості ввечері — протягом березня-квітня.

## Історія
Введене Яном Гевелієм у його атласі Уранографія 1690 року під назвою «Небесний Секстант».

## Об'єкти
Секстант займає ділянку зоряного неба бідну на яскраві зорі та об'єкти далекого космосу.
Найяскравіша зоря — α Секстанта 4,48 m.
Серед інших об'єктів можна виділити галактику NGC 3115.